# Tori (Estônia)
Tori (em estoniano:  Tori vald) é um município rural estoniano localizado na região de Pärnumaa.